# Mia Threapleton
Mia Honey Winslet Threapleton (Londra, 12 ottobre 2000) è un'attrice britannica.

## Biografia
Figlia dell'attrice Kate Winslet e del regista Jim Threapleton, ha debuttato al cinema con una piccola parte in Le regole del caos (2014). In televisione, ha recitato con sua madre nell'episodio I Am Ruth (2022) della serie antologica I Am..., per poi apparire nel cast principale delle serie Le relazioni pericolose (2022) e The Buccaneers (2023). 
Ha esordito al cinema nel suo primo ruolo da protagonista con il lungometraggio Shadows, diretto da Carlo Lavagna. Nel 2025 è protagonista del film La trama fenicia di Wes Anderson.

## Filmografia

### Cinema
- Le regole del caos (A Little Chaos), regia di Alan Rickman (2014)
- Shadows, regia di Carlo Lavagna (2020)
- L'ultima regina - Firebrand (Firebrand), regia di Karim Aïnouz (2023)
- Scoop, regia di Philip Martin (2024)
- La trama fenicia (The Phoenician Scheme), regia di Wes Anderson (2025)

### Televisione
- Le relazioni pericolose (Dangerous Liaisons) – serie TV, 6 episodi (2023)
- I Am... – serie TV, episodio 3x1 (2023)
- The Buccaneers – serie TV, 7 episodi (2023)

## Doppiatrici italiane
Nelle versioni in italiano delle opere in cui ha recitato, Mia Threapleton è stata doppiata:
- Emanuela Ionica ne La trama fenicia